# Ficus barba-jovis
Ficus barba-jovis är en mullbärsväxtart som beskrevs av Edred John Henry Corner. Ficus barba-jovis ingår i släktet fikonsläktet, och familjen mullbärsväxter. Inga underarter finns listade i Catalogue of Life.